# Edmund Strother Dargan
Edmund Strother Dargan (* 15. April 1805 bei Wadesboro, Montgomery County, North Carolina; † 22. November 1879 in Mobile, Alabama) war ein US-amerikanischer Jurist und Politiker, der den Bundesstaat Alabama im US-Repräsentantenhaus und im Konföderiertenkongress vertrat.
Edmund Dargan wurde als Junge zuhause unterrichtet, studierte Jura und wurde 1829 in Wadesboro in die Anwaltskammer aufgenommen. Später zog er nach Washington in Alabama, wo er als Jurist arbeitete und mehrere Jahre als Friedensrichter fungierte. Danach lebte er zunächst in Montgomery und schließlich ab 1841 in Mobile. Dort wurde er Richter am Kreisgericht. 1844 war er Staatssenator; im selben Jahr übernahm er das Bürgermeisteramt in Mobile.
Am 4. März 1845 zog Dargan als Demokrat ins US-Repräsentantenhaus in Washington ein. Er bewarb sich nicht um die Wiederwahl und schied nach einer Amtsperiode am 3. März 1847 wieder aus. Danach wurde er beigeordneter Richter am Alabama Supreme Court, dessen Vorsitz er 1849 übernahm. Er trat 1852 zurück und arbeitete wieder als Anwalt.
Im Jahr 1861 nahm Dargan als Delegierter am Sezessionskonvent von Alabama teil; er votierte dabei für die Abspaltung des Staates von der Union. Während des Sezessionskrieges war er Abgeordneter des Repräsentantenhauses im ersten Konföderiertenkongress. Nach Kriegsende wurde er wieder Jurist in Mobile, wo er 1879 starb.